# Elizeth Cardoso
Elizeth A Divina Moreira Cardoso (Río de Janeiro, 16 de julio de 1920 - 7 de mayo de 1990) fue una cantante, y actriz brasileña. Fue conocida por su nombre artístico A Divina, Elizeth es considerada una de las mayores intérpretes de la música brasileña y de las más talentosas cantantes de todos los tiempos, reverenciada por el público y la crítica.

## Biografía
Elizeth nació en la rua Ceará, en los suburbios del Barrio São Francisco Xavier, y cantaba desde pequeña, por los barrios de la Zona Norte carioca, cobrando ingreso (10 monedas de un centavo) para otros niños que oían cantar los éxitos de Vicente Celestino. Su padre, seresteiro, tocaba la guitarra clásica y a su madre le gustaba cantar.

### Primeras presentaciones
Desde temprana edad, tuvo que trabajar, y entre 1930 a 1935, fue balconista, empleada de una fábrica de jabones, y de una peluquería, hasta que su talento fue descubierto a los dieciséis años, cuando celebraba su cumpleaños. Fue entonces invitada para una prueba en la Rádio Guanabara, por Jacob do Bandolim.
A pesar de la oposición inicial de su padre, apareció en 1936 en el Programa Suburbano, al lado de Vicente Celestino, Araci de Almeida, Moreira da Silva, Noel Rosa, y Marília Batista. Ya en la semana siguiente fue contratada para un programa semanal de radio.
Se casó a fines de 1939 con Ari Valdez, mas el casamiento duró poco. Trabajó en boites como taxi-girl, actividad que ejercería por mucho tiempo.
En 1941, trabajó de crooner de orquestas, llegando a ser una de las atracciones del Dancing Avenida, que dejó en 1945, cuando se mudó a São Paulo para cantar en el Salão Verde y para presentarse en la Rádio Cruzeiro do Sul, en el programa Pescando Humoristas.

## Estilo
Además del choro (canto popular brasileño), Elizeth se consolidó como una de las grandes intérpretes del género samba-canción (surgido en la década de 1930), al lado de Maysa, Nora Ney, Dalva de Oliveira, Ângela Maria, y Dolores Duran. El género, que se compara con el bolero por la exaltación del tema romántico y por el sufrimiento de un amor no realizado, fue llamado también de dolor de-codo o fosa. El samba canción antecedió al movimiento del bossa nova (surgido al final de la década de 1950, 1957). Pero este último representó un refinamiento y ligereza en las melodías e interpretaciones en detrimento del drama, y de las melodías resentidas, del dolor de codo y de la melancolía.
Elizeth migró desde el choro hacia el samba-canción; y desde allí al bossa nova, grabando en 1958 el LP Canção do Amor Demais, considerado axial para el comienzo de este movimiento, surgido en 1957. Ese antológico LP traía también, de la autoría de Vinícius de Moraes y de Tom Jobim, Chega de Saudade, Luciana, As Praias Desertas, y Outra Vez. La melodía de fondo se realizó con la participación de un bahiano que tocaba la guitarra, único y sin precedentes: el joven João Gilberto.

## Años 1960
En 1960, grabó un jingle para la campaña vicepresidencial de João Goulart. En los años 1960 presentó el programa de televisión Bossaudade (TV Record, Canal 7, São Paulo). En 1968, se presentó en un espectáculo que fue considerado el ápice de la carrera, con Jacob do Bandolim, Época de Ouro y Zimbo Trio, en el Teatro João Caetano, en beneficio del Museo de la Imagen y del Sonido (MIS) (Río de Janeiro). Considerado un encuentro histórico de la música popular brasileña, en el cual fueron ovacionados por la platea; long-plays (Lps) fueron lanzados en edición limitada por el MIS. En abril de 1965, conquistó el segundo lugar en el debut del I Festival de Música Popular Brasileña (TV Record) interpretando Valsa do amor que não vem (de Baden Powell e Vinícius de Moraes); el primer lugar fue de la novata Elis Regina, con Arrastão. Sirvió también de influencia para varios cantores que vendrían después, siendo una de las principales la cantante Maysa.
Elizeth Cardoso lanzó más de 40 LPs en Brasil, y grabó varios otros en Portugal, Venezuela, Uruguay, Argentina y México.

## Fallecimiento
En 1987, cuando estaba en una excursión por Japón, los médicos japoneses le diagnosticaron un carcinoma gástrico, lo que la obligó a una cirugía. Sin embargo, la enfermedad la siguió acompañando durante los últimos tres años. La cantante murió a las 12:28 del día 7 de mayo de 1990, en la Clínica Bambina, del barrio carioca de Botafogo. Fue velada en el Teatro João Caetano, donde comparecerían millares de fanes. Fue sepultada, al son de un sordo portelense, en el Cementerio de Caju.

## Filmografía parcial
- América a medianoche (1961)

## Discografía
- Desde 1950 hasta 1954, Elizeth solo lanzó canciones en discos 78 rpm.

### Álbumes de estudio solista
- Canções à Meia Luz (1955)
- Fim de Noite (1956)
- Noturno (1957)
- Canção do Amor Demais (1958)
- Retrato da Noite (1958)
- Naturalmente (1958)
- Magnífica (1959)
- A Meiga Elizeth (1960)
- A Meiga Elizeth nº 2 (1962)
- Grandes Momentos (1963)
- A Meiga Elizeth nº 3 (1963)
- Elizeth Interpreta Vinícius (1963)
- A Meiga Elizeth nº 4 (1963)
- A Meiga Elizeth nº 5 (1964)
- Quatrocentos Anos de Samba (1965)
- Elizete Sobe o Morro (1965)
- Muito Elizeth (1966)
- A Enluarada Elizeth (1967)
- Momento de Amor (1968)
- Falou e Disse (1970)
- Preciso Aprender a Ser Só (1972)
- Mulata Maior (1973)
- Feito em Casa (1974)
- Elizeth Cardoso (1976)
- A Cantadeira do Amor (1978)
- O Inverno do Meu Tempo (1979)
- Outra Vez Elizeth (1982)
- Ary Amoroso (1991)

### Álbumes de estudio en conjuntos
- Sax Voz (1960)
- Sax Voz nº 2 (1961)
- A Bossa Eterna de Elizeth e Cyro (1966)
- A Bossa Eterna de Elizeth e Ciro nº 2 (1969)
- Elizeth Cardoso e Silvio Caldas Vol. I (1971)
- Elizeth Cardoso e Silvio Caldas Vol. II (1971)
- Todo o Sentimento (1991)

### Álbumes en vivo solista y en conjuntos
- Ao Vivo no Teatro João Caetano Vol. I (1968)
- Ao Vivo no Teatro João Caetano Vol. II (1968)
- Elizeth e Zimbo Trio Balançam na Sucata (1969)
- Elizeth no Bola Preta com a Banda do Sodré (1970)
- É de Manhã (1970)
- Elizeth Cardoso em Tokyo (1977)
- Elizethíssima (1981)
- Recital (1982)
- Elizeth - Uma Rosa para Pixinguinha (1983)
- Leva Meu Samba (1984)
- Luz e Esplendor (1986)